# 十三烷
十三烷（分子式：C13H28），烷烃的一种，在室温下是无色可燃的液体。它是一些昆虫用于御敌时喷射出的化学物质成分。十三烷有802個同分异构体。

## 主要用途
- 用作有机合成原料。

## 危害危险
健康危害： 吸入、摄入或经皮肤吸收后对身体有害，具刺激作用。
环境危害： 对环境有危害，对水体可造成污染。
燃爆危险： 本品可燃，具刺激性。
危险特性： 遇高热、明火或与氧化剂接触, 有引起燃烧的危险。若遇高热，容器内压增大，有开裂和爆炸的危险。

## 外部連結
- 十三烷MSDS数据（页面存档备份，存于） （英文）
- 植物化学和民族植物学数据库Archive.today的存檔，存档日期2012-12-12（英文）